# Historia ambiental
La historia ambiental es una disciplina historiográfica que estudia las interacciones entre los humanos y el ambiente desde una perspectiva histórica. La disciplina utiliza diferentes marcos teóricos, como las teorías provenientes del marxismo, el anarquismo y el liberalismo, entre otras. La disciplina intenta superar la dicotomía entre naturaleza y cultura.
La disciplina tiene al menos tres vertientes de estudio. Una rama de esta disciplina se dedica al estudio de las relaciones que determinadas sociedades establecen con el entorno natural. Un ejemplo de esta vertiente sería el análisis de William Cronon en su célebre libro Cambios en la tierra (1982), que analiza las interacciones que distintas comunidades indígenas de Nueva Inglaterra tenían con el entorno, en particular con los bosques, previo a la llegada de los colonizadores, y los cambios que la colonización introdujo en estas relaciones. La segunda vertiente estudia las percepciones sociales sobre la naturaleza. La tercera vertiente analiza los cambios políticos e institucionales en relación con diferentes formas de considerar el ambiente, incluyendo su protección y conservación.
Se considera que esta disciplina comenzó a mediados de la década de los '70, particularmente con el surgimiento del movimiento ecologista y la preocupación por la carrera armamentista nuclear. Es considerada una disciplina reciente por el grado de dispersión de quienes se dedican a su estudio, por los interrogantes que todavía existen respecto a la definición de su área de trabajo y su relación con otras disciplinas, y por la falta de una consolidación institucional de sus asociaciones internacionales y de sus producciones bibliográficas.

## Orígenes

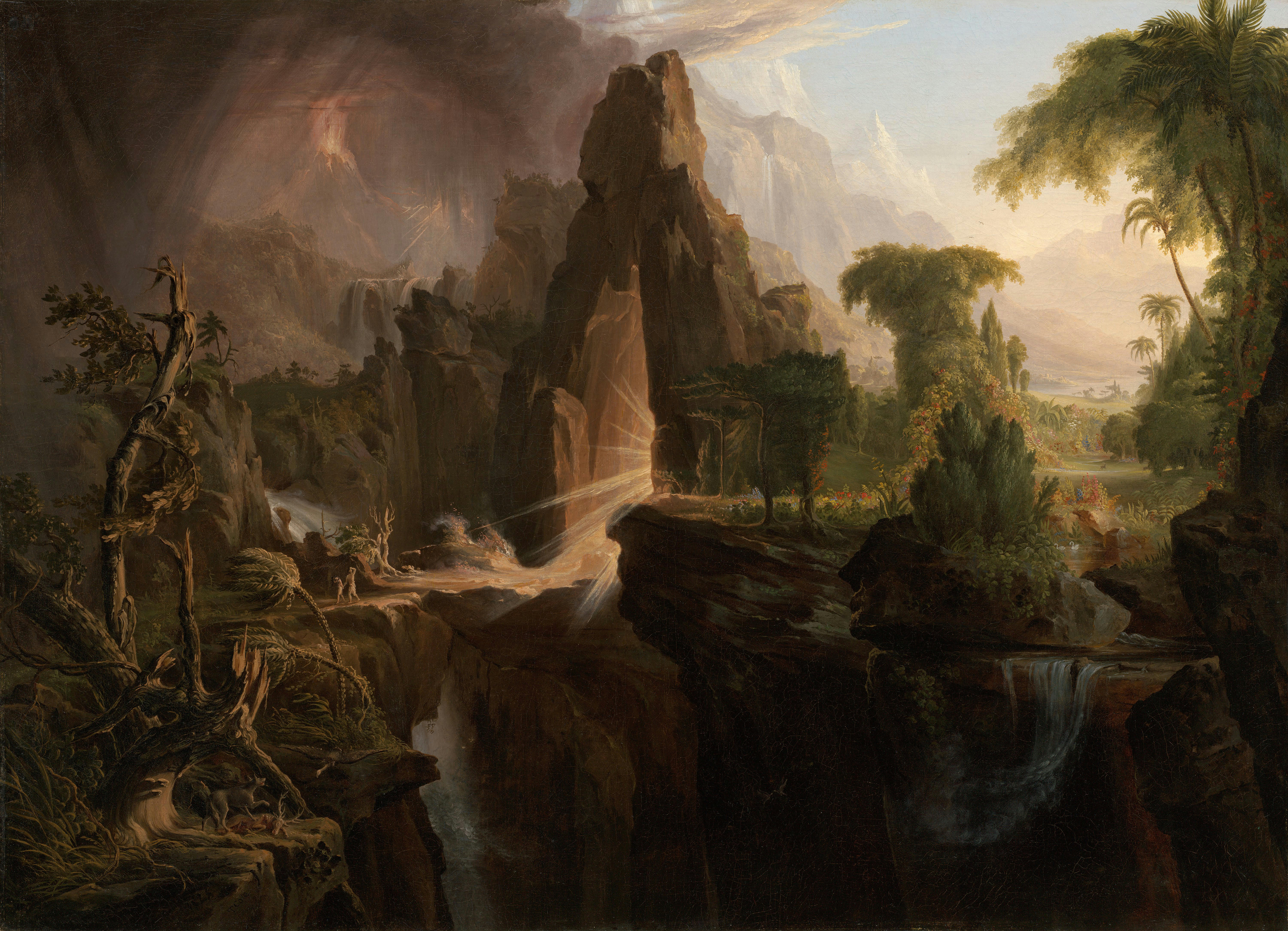
William Cronon utiliza la pintura Expulsión del Jardín del Edén (1828) de Thomas Cole (1801-1848) para ilustrar el cambio en las percepciones sobre la naturaleza salvaje y el paisaje modificado en los Estados Unidos. En el cuadro, el Jardín del Edén es representado como una naturaleza ordenada y controlada, mientras que el mundo exterior es representado como oscuro y caótico. Con el correr de las décadas, la naturaleza salvaje pasaría a ser descripta como «sublime» y «edénica», en contraste con las representaciones al estilo de Cole, como la que se puede observar en este cuadro.

### Escuela europea
Los antecedentes de un estudio histórico de las relaciones entre los humanos y el ambiente pueden encontrarse en la Escuela de los Annales, fundada por Lucien Febvre y Marc Bloch. Los Annales contribuyeron al surgimiento de la disciplina, legando conceptos, preguntas de investigación, metodologías y fuentes. En particular, uno de los principales contribuyentes al surgimiento de la historia ambiental fue Fernand Braudel, quien se rebeló contra la historiografía tradicional que colocaba al ambiente simplemente como el telón de fondo en el cual tenían lugar los acontecimientos históricos. Con la publicación de su tesis de doctorado, El Meditérraneo, Braudel abrió una brecha en el binomio historia-naturaleza que existía hasta ese momento.
Sin embargo, el interés en fundar una disciplina propia que estudiara las relaciones entre los humanos y el ambiente a través del tiempo no se produjo sino hasta más adelante, alrededor de la década de los '70s. En este momento se consolida la ecología como campo científico, surgen los movimientos ecologistas y se introduce el concepto de ecosistema, lo que produjo un interés renovado en una nueva disciplina, denominada «historia ambiental».
La escuela europea fue particularmente influyente en América Latina, sobre todo por el trabajo de los Annales. 

### Escuela norteamericana
En 1967, Roderick Nash publicó su libro Wilderness and the American Mind, una obra que se ha convertido en un texto clásico de la historia ambiental temprana. En un discurso a la Organización de Historiadores Americanos en 1969 (publicado en 1970), Nash utilizó la expresión "historia ambiental", aunque 1972 se toma generalmente como la fecha en que se acuñó por primera vez el término. El libro de 1959 del profesor emérito de historia de historia en la Universidad de Pittsburgh, Samuel P. Hays, Conservation and the Gospel of Efficiency: The Progressive Conservation Movement, 1890-1920, también se considera un documento fundacional en el campo de la historia ambiental, a pesar de ser mayormente una contribución a la historia política estadounidense. El libro de Alfred W. Crosby The Columbian Exchange (1972) es otro trabajo temprano clave de la historia ambiental.

## Perspectivas
Existen diferentes perspectivas metodológicas sobre la investigación en historia ambiental. Intelectuales como Donald Worster y John McNeill encuentran diferentes áreas de investigación dentro de esta disciplina. McNeill señala la existencia simultánea de una historia ambiental material que estudia los cambios en los ambientes físicos y biológicos y la forma en la que éstos afectan a las sociedades, de una historia ambiental cultural e intelectual que presta atención a las representaciones e imágenes sobre la naturaleza y a cómo éstas revelan rasgos característicos de las sociedades que las han producido, y de una historia ambiental política que analiza las políticas y legislaciones que han determinado la relación entre los individuos y el medioambiente. Guardando algunas similitudes, Worster divide a la historia ambiental en tres grandes líneas de trabajo que se enfocan en las características de los ambientes naturales en épocas pasadas, en la relación entre los cambios ambientales y las tecnologías de producción y, por último, en las percepciones, ideologías, éticas, leyes y mitos que la sociedad construye para referirse a la naturaleza.
Algunos autores identifican la disciplina dentro del «pesimismo epistémico». Para contrarrestar estas visiones pesimistas, proponen interrogar las condiciones de producción de la investigación histórico-ambiental de manera tal que se pueda trascender el mensaje pesimista de la destrucción ambiental y contribuyan a una «historia ambiental aplicada» que permita elaborar respuestas a los problemas ambientales actuales.
Antonio Brailovksy y Dina Foguelman definen a la disciplina como «el estudio (...) de las formas de apropiación social de la naturaleza». Según esta perspectiva, la historia ambiental utiliza un enfoque metodológico que analiza las diferentes formas en que las sociedades humanas establecen su relación con la naturaleza, haciendo uso intensivo de ciertos recursos naturales y dejando otros sin explotar, según sus modos de organización económica, política y cultural.

### Metodología y fuentes
Las personas dedicadas a la historia ambiental hacen uso de una diversidad de fuentes que refleja el carácter interdisciplinario de la historia ambiental.
- Fuentes literarias: estas fuentes incluyen relatos de viajeros y exploradores, naturalistas, entre otros.
- Fondos de archivos: estas fuentes incluyen documentos administrativos relacionados con la propiedad de la tierra.
- Documentos legislativos: estas fuentes incluyen todos los documentos, decretos y reglamentos de diferentes órdenes y poderes del gobierno referidos a la gestión de los recursos naturales.
- Fuentes económicas: estas fuentes incluyen documentos tales como balances de cuentas, libros de cuentas de fábricas, entre otros.

Estas fuentes deben combinarse con otros métodos de investigación, por ejemplo, con el uso de métodos provenientes de la paleoecología, como el análisis de polen o la datación de carbono 14.

## Temas
La variedad de temas objeto de la historia ambiental son bastante amplios. Un enfoque histórico más tradicional es analizar la transformación de la ecología del globo a través de temas como la separación del hombre de la naturaleza durante la revolución neolítica, el imperialismo y la expansión colonial, la exploración, el cambio agrícola, los efectos de la revolución industrial y tecnológica y la expansión urbana. Otros temas ambientales abordados por la historia ambiental incluyen el impacto humano a través de influencias en la silvicultura, los incendios, el cambio climático, la sostenibilidad, entre otros. Según los investigadores Sverker Sörlin y Paul Warde:

la historia cada vez más sofisticada de la colonización y la migración puede asumir un aspecto medioambiental, trazando los caminos de las ideas y las especies en todo el mundo y, de hecho, está provocando un mayor uso de tales analogías y entendimientos coloniales de los procesos internos de la historia europea.

Gran parte de la literatura consiste en estudios de casos dirigidos a los niveles global, nacional y local.

### América Latina
En un artículo publicado en el 2002, la investigadora Lise Sedrez caracterizaba los temas de la investigación en historia ambiental de América Latina de la siguiente manera:
- Efectos de la colonización: esta línea de investigación indaga sobre los efectos de la colonización tras la conquista de América, desde las diferencias en la gestión de los recursos naturales entre los colonos europeos y los diferentes grupos indígenas hasta las diferencias en las percepciones de la naturaleza entre ambos grupos. Entre estas investigaciones, Sedrez destaca The Columbian Exchange, de Alfred Crosby, Plaga de ovejas: Consecuencias ambientales de la Conquista de México, de la investigadora Elinor Melville y el trabajo de Antonio Brailovsky y Dina Foguelman en Memoria verde: historia ecológica de Argentina.
- Medio ambiente y frontera: la investigación en esta área abarca fundamentalmente cambios en la gestión y fronteras de los bosques, particularmente de los bosques tropicales, aunque también aborda los fenómenos conocidos como de «la frontera».
- Historia del movimiento ambientalista: esta línea de investigación aborda el surgimiento y desarrollo del movimiento ambientalista en América Latina, particularmente a través de fuentes primarias a las que muchos de los investigadores tienen acceso mediante vínculos directos con los mismos movimientos a los que investigan.

En este mismo artículo, Sedrez también analiza algunas de las vacantes de conocimiento en los temas de la historia ambiental de América Latina.

## Actualidad
En la actualidad, existen diferentes asociaciones y proyectos abocados al campo de la historia ambiental, incluyendo publicaciones científicas. Las principales asociaciones de historia ambiental están agrupadas en el International Consortium of Environmental History Organizations (Consorcio Internacional de Organizaciones de Historia Ambiental). El objetivo de ICEHO (por sus siglas en inglés) es fomentar la comunicación entre diferentes organizaciones de historia ambiental. El ICEHO organiza además un Congreso Mundial de Historia Ambiental cada cinco años.

### América Latina
Bibliografía Online de la Historia Ambiental Latinoamericana (BOHA)
La Bibliografía Online de la Historia Ambiental Latinoamericana es un proyecto iniciado en 1999 por la Dra. Lise Sedrez, que contó con el apoyo de varias universidades de Estados Unidos y actualmente cuenta con el apoyo de la Universidad Federal de Río de Janeiro (UFRJ). La biblioteca reúne más de 1.500 recursos sobre historia ambiental de América Latina, incorporando bibliografía de autores latinoamericanos pero también de otras partes del mundo.
Premio Elinor Melville de Historia Ambiental Latinoamericana
El premio Elinor Melville de Historia Ambiental Latinoamericana fue establecido a pedido de la investigadora Elinor Melville antes de su fallecimiento en 2007. El premio es otorgado por la Conference on Latin American History y premia a las obras más destacadas que abordan la historia ambiental de América Latina. 